# Nicholas B. Suntzeff

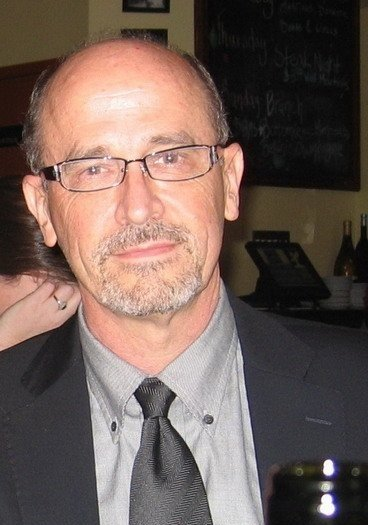
Nicholas B. Suntzeff (2009)

Nicholas Boris Suntzeff (* 22. November 1952 in Berkeley, USA) ist ein US-amerikanischer Physiker, dessen Spezialgebiete Kosmologie, Supernovae, Sternpopulationen und astronomische Instrumente sind.
Suntzeff ging an die Redwood High School. Er erhielt den B.S. mit Auszeichnung in Mathematik von der Stanford University 1974 und 1980 den Ph.D. in Astronomie und Astrophysik von der University of California, Santa Cruz und dem Lick Observatory. Nach Postdoc-Aufenthalten an der University of Washington und den Observatorien der Carnegie Institution for Science in Mount Wilson und Las Campanas war er von 1986 bis 2006 in verschiedenen Funktionen am National Optical Astronomy Observatory tätig. Seit 2006 ist er Professor an der Texas A&M University und dort Vorsitzender im Fachbereich Astronomie des Department of Physics & Astronomy sowie seit 2013 University Distinguished Professor.
Suntzeff war 1994 am Cerro Tololo Inter-American Observatory einer der Gründer des High-Z Supernova Search Team, einem der Teams, denen 1998 die Entdeckung der beschleunigten Expansion des Universums gelang, eine Entdeckung, die vom Magazin Science zum Breakthrough of the Year gewählt wurde  und für die Brian P. Schmidt und Adam Riess aus dem Team 2011 den Nobelpreis für Physik erhielten.

## Auszeichnungen
- 1974 Phi Beta Kappa, Beta Chapter, Stanford University
- 1983 Robert J. Trumpler Award für die herausragende Doktorarbeit in Astronomie in Nordamerika
- 1983 Carnegie Fellowship, Mount-Wilson-Observatorium
- 1992 Association of Universities for Research in Astronomy (AURA) Science Award sowie 1998 zusammen mit dem CTIO Supernova Team[4]
- seit 2006 Mitchell/Heep/Munnerlyn Endowed Chair in Observational Astronomy, Texas A&M University
- 2007 Gruber-Preis für Kosmologie für das High-z Supernova Search Team
- 2013 George H. W. Bush Achievement Award der Texas A&M University[5]
- 2015 Breakthrough Prize in Fundamental Physics für das High-z Supernova Search Team[6]
- 2017 Fellow der American Physical Society[7]